# 北太平洋航空
北太平洋航空（英語：Northern Pacific Airways）是一家位于美国阿拉斯加州安克雷奇的低成本航空公司，计划于2022年开通客运航线。该航空公司为FLOAT Alaska的子公司，在阿拉斯加境内以Ravn Alaska和Ravn Connect名义运营。该航空公司计划运营北美和亚洲之间的跨太平洋航班，并在泰德·史蒂文斯安克雷奇国际机场中途停留。该航空公司的商业模式已经与冰岛航空进行了比较。北太平洋航空将允许乘客快速转乘下一班航班，或在安克雷奇滞留数日，以便乘客在阿拉斯加州旅游。

## 目的地
虽然尚无明确的航点安排，但该航空公司计划开通从泰德·史蒂文斯安克雷奇国际机场到东京、大阪、首尔、洛杉矶、拉斯维加斯、旧金山、纽约和奥兰多等城市的航线。由于俄罗斯领空的持续关闭以及日韩方面的航权申请时间过长，故该航空公司计划先开航墨西哥。此后，北太平洋航空公司宣布开通拉斯维加斯—安大略航线。
| 国家/地区 | 城市       | 州/地区      | 机场              | 注 | 参 |
| --------- | ---------- | ------------ | ----------------- | -- | -- |
| 美国      | 拉斯维加斯 | 内华达州     | 哈里·瑞德国际机场 |    |    |
| 美国      | 安大略     | 加利福尼亚州 | 安大略国际机场    |    |    |

## 机队
迄2022年9月，北太平洋拥有四架波音757-200，并计划再从美国航空转手六架飞机。每架飞机载客量约为200人，北太平洋航空计划在其开通跨太平洋航线时拥有约12架飞机。北太平洋航空的第一架757于2022年1月18日交付。
| 飞机         | 现役 | 已订购 | 载客量 | 备注 |
| ------------ | ---- | ------ | ------ | ---- |
| 波音 757-200 | 4    | 11     | 181    |      |
| 合计         | —    | 11     |        |      |